# Sung Dong-il
Sung Dong-il (hangul: 성동일; rr: Seong Dong-il; nascido em 27 de abril de 1964), é um ator sul-coreano. Sung fez sua estreia como ator em 1987 através do teatro, depois foi recrutado por audições abertas de 1991 realizadas pela emissora SBS. Ele chegou à fama como o personagem cômico no drama televisivo Eun-shil (1998). Após anos de papéis coadjuvantes na televisão, a carreira cinematográfica de Sung foi impulsionada pela comédia romântica 200 Pounds Beauty em 2006. Posteriormente, ele se tornou um dos atores coadjuvantes mais requisitados do cinema coreano, exibindo suas habilidades cômicas em filmes como Take Off (2009), Foxy Festival (2010), Children..., The Suicide Forecast e The Client, os três últimos de 2011. Ele também teve papéis importantes em The Suck Up Project: Mr. XXX-Kisser (2012), o sucesso de bilheteria em 3D Mr. Go (2013) e a comédia de mistério The Accidental Detective (2015).
Na televisão, Sung recebeu elogios como vilão em The Slave Hunters (2010) e um pai rude, mas atencioso, em Reply 1997 (2012) e seus derivados Reply 1994 (2013) e Reply 1988 (2015). Além disso, ele ganhou uma nova onda de popularidade em 2013, quando estrelou com seu filho Joon o programa da MBC, Dad! Where Are We Going?, que recebeu a presença de sua filha Bin, para a segunda temporada.

## Filmografia

### Filme
| Ano  | Título                                | Papel                                    |
| ---- | ------------------------------------- | ---------------------------------------- |
| 2001 | Running 7 Dogs                        | Pipe Kang                                |
| 2006 | 200 Pounds Beauty                     | Executivo da gravadora Choi              |
| 2007 | Myodoyahwa                            |                                          |
| 2008 | Once Upon a Time                      | Proprietário do Clube noturno            |
| 2009 | Take Off                              | Coach Bang                               |
| 2009 | The Righteous Thief                   | Song Jae-pil                             |
| 2010 | Hearty Paws 2                         | Hyeok-pil                                |
| 2010 | Foxy Festival                         | Gi-bong                                  |
| 2011 | Children...                           | Park Kyung-sik                           |
| 2011 | The Suicide Forecast                  | Gerente Park Jin-seok                    |
| 2011 | The Client                            | Jang Ho-won                              |
| 2011 | S.I.U.                                | Detetive Park In-moo                     |
| 2012 | Miss Conspirator                      | Chefe Sung                               |
| 2012 | The Suck Up Project: Mr. XXX-Kisser   | Heo Go-soo                               |
| 2012 | The Grand Heist                       | Jang Soo-gyun                            |
| 2012 | Return of the Mafia                   | Jang Seok-tae                            |
| 2013 | Pinocchio                             | Gideon (Coreano voz)                     |
| 2013 | Mr. Go                                | Seong Chung-su                           |
| 2013 | Iris 2: The Movie                     | Park Joon-han                            |
| 2014 | Miss Granny                           | Ban Hyun-chul                            |
| 2014 | Thread of Lies                        | Kwak Man-ho                              |
| 2015 | Chronicle of a Blood Merchant         | Sr. Bang                                 |
| 2015 | Emperor's Holidays                    |                                          |
| 2015 | The Accidental Detective              | Noh Tae-soo                              |
| 2015 | Circle of Atonement                   | Detetive Lee Sang-won                    |
| 2015 | A Letter from Prison                  |                                          |
| 2015 | Sacrifice Revival Report              |                                          |
| 2017 | Because I Love You                    | Detetive Park                            |
| 2017 | The King                              | Professor da sala da casa de Tae-soo     |
| 2017 | I'm Doing Fine in Middle School       | Chefe de polícia (participação especial) |
| 2017 | Real                                  | Jo Won-geun                              |
| 2017 | Midnight Runners                      | Professor Yang                           |
| 2017 | RV: Resurrected Victims               | Son Young-tae                            |
| 2017 | The Chase                             | Park Pyung-dal                           |
| 2018 | The Accidental Detective 2: In Action | Noh Tae-soo                              |
| 2018 | Love+Sling                            | Seong-soo                                |
| 2018 | The Great Battle                      | Woo-dae                                  |
| 2018 | Along with the Gods: The Last 49 Days | [ 29 ]                                   |
| 2020 | Collateral                            | [ 30 ]                                   |

### Televisão
| Ano       | Título                                                 | Papel                                                    | Emissora  |
| --------- | ------------------------------------------------------ | -------------------------------------------------------- | --------- |
| 1992      | Gwanchon Essay                                         |                                                          | SBS       |
| 1993      | Faraway Songba River                                   | Soldado Yang Yong-cheon                                  | SBS       |
| 1995      | Korea Gate                                             | Ahn Jae-song/Kim Shin-jo                                 | SBS       |
| 1996      | The Bicycle-Riding Woman                               |                                                          | SBS       |
| 1997      | Snail                                                  |                                                          | SBS       |
| 1998      | Eun-shil                                               | Yang Jung-pal                                            | SBS       |
| 1999      | Love In 3 Colors                                       | Ahn Yoon-gi                                              | KBS2      |
| 2000      | March                                                  | Professor de filosofia                                   | SBS       |
| 2000      | Wang Rung's Land                                       |                                                          | SBS       |
| 2001      | Cool                                                   | Jang Myung-ho                                            | KBS2      |
| 2001      | TV Novel "Plum Sonata"                                 |                                                          | KBS1      |
| 2002      | Glass Slippers                                         | Sr. Chan                                                 | SBS       |
| 2002      | Rustic Period                                          | Gae-ko adulto                                            | SBS       |
| 2002      | Open Drama Man and Woman "My Love Soon-jung"           | Man-soo                                                  | SBS       |
| 2003      | Drama City: "Why I Want to Get Married"                | Gerente                                                  | KBS2      |
| 2003      | South of the Sun                                       | Choi Tae-sik                                             | SBS       |
| 2003      | Open Drama Man and Woman "I'll Fall in Love This Fall" | Dal-woong                                                | SBS       |
| 2004      | Lovers in Paris                                        | Kang Pil-bo                                              | SBS       |
| 2005      | Best Mother                                            |                                                          | SBS       |
| 2005      | Green Rose                                             | Motorista Jung Taek-soo                                  | SBS       |
| 2005      | Fashion 70's                                           |                                                          | SBS       |
| 2006      | Drama City: "Scrubber No.3"                            | Jong-gu                                                  | KBS2      |
| 2006      | I Want to Love                                         | Baek Seung-tae                                           | SBS       |
| 2006      | Please Come Back, Soon-ae                              | Passageiro de avião                                      | SBS       |
| 2006      | MBC Best Theater "A Walk Around the Neighborhood"      |                                                          | MBC       |
| 2007      | Witch Yoo Hee                                          | Líder do time Lee                                        | SBS       |
| 2007      | Blue Fish                                              | Jo Dong-man                                              | SBS       |
| 2007      | Get Karl! Oh Soo-jung                                  | Jung Seung-gyu                                           | SBS       |
| 2007      | New Heart                                              | Lee Seung-jae                                            | MBC       |
| 2008      | Don't Be Swayed                                        | Park Ki-chul                                             | MBC       |
| 2008      | Lawyers of the Great Republic of Korea                 | Oh Ryu-dong                                              | MBC       |
| 2009      | Green Coach                                            | Yoon Chun-geun                                           | SBS       |
| 2010      | The Slave Hunters                                      | Chun Ji-ho                                               | KBS2      |
| 2010      | My Girlfriend Is a Nine-Tailed Fox                     | Ban Doo-hong                                             | SBS       |
| 2010      | The Fugitive: Plan B                                   | Nakamura Hwang                                           | KBS2      |
| 2011      | Can't Lose                                             | Jo Jung-goo                                              | MBC       |
| 2011      | Color of Woman                                         | Park Chan-ho                                             | Channel A |
| 2012      | Reply 1997                                             | Sung Dong-il                                             | tvN       |
| 2012      | Haeundae Lovers                                        | Procurador do impostor (participação, episódio 15)       | KBS2      |
| 2012      | Jeon Woo-chi                                           | Bong-goo                                                 | KBS2      |
| 2013      | Iris II: New Generation                                | Park Joon-han (participação, episódios 1-2)              | KBS2      |
| 2013      | Jang Ok-jung, Living by Love                           | Jang Hyun                                                | SBS       |
| 2013      | Reply 1994                                             | Sung Dong-il                                             | tvN       |
| 2014      | Gap-dong                                               | Yang Cheol-gon                                           | tvN       |
| 2014      | It's Okay, That's Love                                 | Jo Dong-min                                              | SBS       |
| 2015      | Reply 1988                                             | Sung Dong-il                                             | tvN       |
| 2016      | Pied Piper                                             | Policial (participação)                                  | tvN       |
| 2016      | Dear My Friends                                        | Park Gyo-soo (participação)                              | tvN       |
| 2016      | Moon Lovers: Scarlet Heart Ryeo                        | General Park Soo-kyung                                   | SBS       |
| 2016      | The K2                                                 | Policial (participação)                                  | tvN       |
| 2016      | Legend of the Blue Sea                                 | Ma Dae-young                                             | SBS       |
| 2016      | Hwarang: The Poet Warrior Youth                        | Kim Wi-hwa                                               | KBS2      |
| 2017      | The Package                                            | Presidente da agência de viagens (participação especial) | JTBC      |
| 2017–2018 | Prison Playbook                                        | Chefe Jo Ji-ho                                           | tvN       |
| 2018      | Live                                                   | Ki Han-sol                                               | tvN       |
| 2018      | Ms. Hammurabi                                          | Han Sae-sang                                             | JTBC      |
| 2018      | Your Honor                                             | Sa Ma-ryong                                              | SBS       |
| 2019      | Trap                                                   | Go Dong-kook                                             | OCN       |
| 2020      | The Cursed                                             | Jin Jong Hyun                                            | tvN       |
| 2020      | Hospital Playlist                                      | Irmão mais velho de Ahn Jung-won (participação especial) | tvN       |
| 2020      | Sisyphus: The Myth                                     | [ 44 ]                                                   | JTBC      |

### Programas de variedades
| Ano       | Título                                          | Emissora | Notas                                    |
| --------- | ----------------------------------------------- | -------- | ---------------------------------------- |
| 2006-2008 | Good Day                                        | MBC      | Co-apresentador                          |
| 2006-2007 | Choi Hong-man and Strong Friends                | KBS2     | Membro do elenco                         |
| 2007      | Delicious Asia                                  | KBS2     |                                          |
| 2007      | Grand Prix Show – Bad Dad Club                  | KBS2     |                                          |
| 2007      | Brain Power Plant Q                             | MBC      |                                          |
| 2008      | Dream of Goose                                  | OBS      |                                          |
| 2010      | Win Win                                         | KBS2     |                                          |
| 2013-2015 | Dad! Where Are We Going?                        | MBC      | Membro do elenco                         |
| 2013      | Saturday's Generation to Generation – Star Plus | KBS2     |                                          |
| 2014-2015 | Off to School                                   | jTBC     | Membro do elenco (episódios 1-25, 27-33) |

## Discografia
| Detalhes do álbum                                                                                         | |
| --- | --- |
| Red Socks Trot Medley (Romance Blues for Young-sook) - Lançamento: 10 de maio de 1999 - Gravadora: Doremi | Lista de faixas 1. 순정블루스 (Romance Blues) 2. 쌈바의 여인 (Lady Ssamba) 3. 다함께 차차차 (Cha Cha Cha Together) 4. 찬찬찬 (Chan Chan Chan) 5. 사랑은 나비인가봐 (Love Is Like a Butterfly) 6. 남행열차 (South-bound Train) 7. 봉선화 연정 (Garden Balsam Love) 8. 신라의 달밤 (Moonlight of Silla) 9. 뜨거운 안녕 (Hot Greetings) 10. 순정블루스 (Romance Blues) 11. 고향역 (Hometown Station) 12. 소양강 처녀 (A Girl in Soyang River) 13. 부산 갈매기 (Busan Seagulls) 14. 옥경이 (Ok-gyeong) 15. 베사메무쵸 (Besame Mucho) 16. 불효자는 웁니다 (Undutiful Son Is Crying) 17. 차표 한 장 (A Ticket) 18. 순정블루스 (Romance Blues) |

## Prêmios e indicações
| Ano  | Prêmio                  | Categoria                                             | Trabalho indicado                       | Resultado |
| ---- | ----------------------- | ----------------------------------------------------- | --------------------------------------- | --------- |
| 2005 | MBC Drama Awards        | Prêmio Especial, categoria MC                         | 정보토크 팔방미인                       | Venceu    |
| 2009 | Chunsa Film Art Awards  | Melhor Ator Coadjuvante                               | Take Off                                | Venceu    |
| 2009 | Blue Dragon Film Awards | Melhor Ator Coadjuvante                               | Take Off                                | Indicado  |
| 2010 | Max Movie Awards        | Melhor Ator Coadjuvante                               | Take Off                                | Venceu    |
| 2010 | KBS Drama Awards        | Melhor Ator Coadjuvante                               | The Slave Hunters, The Fugitive: Plan B | Venceu    |
| 2013 | SBS Drama Awards        | Prêmio de Excelência, Ator em Drama Especial          | Jang Ok-jung, Living by Love            | Venceu    |
| 2014 | SBS Drama Awards        | Prêmio de Excelência, Ator em Minissérie              | It's Okay, That's Love                  | Venceu    |
| 2016 | tvN10 Awards            | Melhor Ator                                           | Reply 1997, Reply 1994, Reply 1988      | Indicado  |
| 2016 | SBS Drama Awards        | Prêmio de Atuação Especial, Ator em Drama de Fantasia | The Legend of the Blue Sea              | Venceu    |
| 2018 | Korea Best Star Awards  | Prêmio de Melhor de Estrela Popular                   | The Accidental Detective 2: In Action   | Venceu    |